# Савельев, Александр Иванович (дипломат)
Алекса́ндр Ива́нович Саве́льев (1901—1987) — советский дипломат. Чрезвычайный и полномочный посол.

## Биография
Член КПСС с 1917 года.
- В 1938—1941 годах — сотрудник центрального аппарата НКИД СССР.
- В 1941—1943 годах — дипломатический агент НКИД СССР в Петропавловске-Камчатском.
- В 1943—1944 годах — консул СССР в Хакодате (Япония).
- В 1944—1946 годах — сотрудник центрального аппарата НКИД СССР.
- В 1946—1950 годах — генеральный консул СССР в Урумчи (Китай).
- С 4 октября 1950 по 23 мая 1952 года — чрезвычайный и полномочный посол СССР в Бирме[1].
- В 1952—1959 годах — на ответственной работе в центральном аппарате МИД СССР.

Похоронен в Москве на Кунцевском кладбище.

## Награды
- орден Трудового Красного Знамени (5 ноября 1945)
- орден Красной Звезды (1 ноября 1944)